# Chiesa di San Giacomo Apostolo (Savona)
La chiesa di San Giacomo Apostolo è la chiesa parrocchiale della frazione di Montemoro nel comune di Savona. Sorge in prossimità della strada statale 29 del Colle di Cadibona.
L'interno si presenta a navata unica, con abside semicircolare, altare maggiore in marmo, coro ligneo e volta a botte. Il pavimento dell'altare è tipico in seminato genovese, la navata presenta invece la pavimentazione in cementine in ottimo stato.
L'organo, costruito dalla ditta Agati e Tronci di Pistoia nel 1884, si presenta smontato e riposto in vari pezzi in sagrestia.